# 128
El año 128 (CXXVIII) fue un año bisiesto comenzado en miércoles del calendario juliano, en vigor en aquella fecha.
En el Imperio romano el año fue nombrado el del consulado de Calpurnio y Libón, o menos frecuentemente, como el 881 ab urbe condita, siendo su denominación como 128 a principios de la Edad Media, al establecerse el Anno Domini.

## Acontecimientos
- El emperador Adriano visita las provincias romanas norteafricanas, para inspeccionar la Legio III Augusta estacionada en Lambaesis. Por razones estratégicas los legionarios se encuentran en los montes de Aurès.
- Se completa el Muro de Adriano en Britania. Construido casi por completo por caliza en el este y con una empalizada de madera en el oeste. Construyeron al menos 16 fuertes, alrededor de 15 000 legionarios cavando zanjas, sacando roca de canteras y cortando piedras, impidiendo la inactividad que llevaría al descontento y la rebelión entre los rangos.
- La agricultura romana declina conforme las importaciones de Egipto y el norte de África hunden los precios del cereal, haciendo que sea poco provechoso tener granjas y forzando a muchos granjeros a marcharse de la tierra.
- Las panaderías romanas producen docenas de variedades de pan, y los romanos distribuyen pan gratis a los pobres.
- Adriano comienza su inspección de las provincias de Grecia, Asia Menor y Egipto.

### Arte y literatura
- Se termina el Panteón de Roma.

### Ciencia y tecnología
- Los fósiles de grandes animales prehistóricos se descubren en Dalmacia.

### Ficción
- Los sucesos del manga Thermae Romae ocurren en el 128, durante el reinado del emperador Adriano en la Antigua Roma.[1]

## Fallecimientos
- Giru de Baekje, rey de Baekje.
- Juvenal, poeta romano.